# Javier Jiménez del Pozo
Javier Jiménez del Pozo – noto come Javi Jiménez – (Madrid, 30 aprile 1976) è un ex calciatore spagnolo, di ruolo centrocampista.

## Carriera
Ha giocato 18 partite in Primera División con il Valladolid.
Si è ritirato dall'attività agonistica a causa di persistenti problemi fisici; in particolare, aveva subito sei operazioni chirurgiche in entrambe le ginocchia.